# Yadavaea indica
Yadavaea, monotipski rod zelenih algi iz porodice Scenedesmaceae. Jedina vrsta je slatkovodna alga Y. indica

## Sinonimi
- Bilgramia indica R.N.Yadava 1990